# Il Tempo
Pour les articles homonymes, voir Tempo (homonymie).
Ne doit pas être confondu avec Tempo (magazine italien).
Il Tempo est un quotidien national italien fondé à Rome par Renato Angiolillo en 1944. Son édition principale concerne l'édition nationale avec des nouvelles de Rome diffusée nationalement, mais également des éditions régionales pour les villes et régions de Latina, Frosinone, nord-Latium, Abruzzes et Molise. Journal conservateur de droite, il est édité à 66 000 exemplaires et diffusé à 44 000 en 2009. Sa diffusion papier tombe à 16 500 exemplaires en 2017.

## Historique

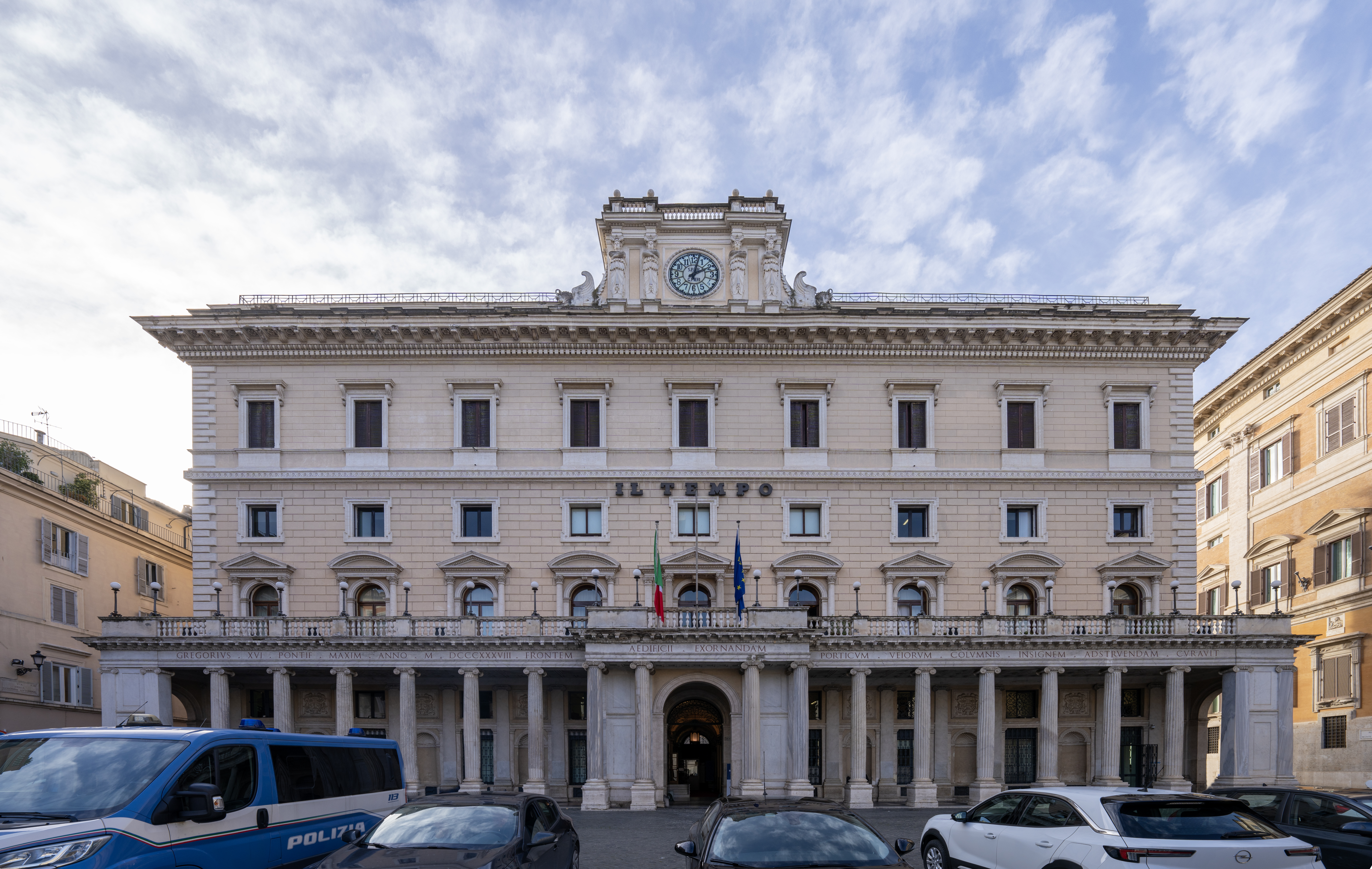
L'immeuble du Tempo situé piazza Colonna.

Fondé à Rome le 6 mai 1944 durant la Seconde Guerre mondiale par Renato Angiolillo, il est publié pour la première fois le 5 juin de la même année.
En 1996, le groupe Caltagirone vend le journal à l'entrepreneur Domenico Bonifaci. Depuis le 4 octobre 2007, Il Tempo est passé du grand format au format berlinois.

## Liste des directeurs de la publication
- Renato Angiolillo (4 juin 1944 - 16 août 1973)
  - Leonida Repaci (coéditeur, juin 1944 - février 1945)
- Gianni Letta (17 août 1973-1987)
- Gaspare Barbiellini Amidei (1987 - 30 mai 1989)
- Franco Cangini (1er juin 1989)
- Marcello Lambertini
- Gianni Mottola
- Maurizio Belpietro
- Giampaolo Cresci
- Mauro Trizzino
- Giuseppe Sanzotta
- Mino Allione
- Franco Bechis
- Gaetano Pedullà
- Giuseppe Sanzotta
- Roberto Arditti
- Mario Sechi
- Gian Marco Chiocci (à partir de septembre 2013)